# Innocente (romanzo)
Innocente (Innocent) è un romanzo legal thriller di Scott Turow. Seguito diretto del suo primo lavoro Presunto innocente.

## Trama
Rusty Sabich, a distanza di venti anni dal processo che lo ha visto indagato e assolto per la morte di Carolyn Polhemus è diventato giudice presidente della corte d'appello della Contea di Kindle.
Poco prima della sua elezione a giudice della Corte Suprema dello stato la moglie Barbara muore di intossicazione a causa di farmaci e Rusty, dopo aver scoperto il cadavere, attende diverse ore prima di chiamare la polizia. Il procuratore ad interim Tommy Molto, già accusatore di Sabich nel processo di venti anni prima, è insospettito e decide di indagare ulteriormente. Coadiuvato dal suo vice Jim Brand si convince che la morte sia stata in realtà deliberatamente provocata dal suo vecchio nemico. La sua convinzione è rafforzata anche dal fatto di aver mal digerito la sonora sconfitta nel caso precedente e al giorno d'oggi l'esame del DNA sui vecchi campioni di sperma potrebbe incastrare il rivale anche per il vecchio omicidio.
Sabich dovrà difendersi affiancato nuovamente dal suo amico Alejandro "Sandy" Stern (malato di cancro e costretto a sottoporsi a cicli di chemioterapia) e alla di lui figlia Marta.

## Opere derivate
Il romanzo è stato adattato in un film per la televisione omonimo dalla rete TNT e trasmesso all'interno del contenitore TNT Tuesday Night Mystery movie il 29 novembre 2011. La pellicola è stata scritta e diretta da Mike Robe e il ruolo di Rusty Sabich è interpretato da Bill Pullman. Altri attori nel cast sono Alfred Molina (Sandy Stern), Tahmoh Penikett (Jim Brand) e Richard Schiff (Tommy Molto).

## Edizioni
- Scott Turow, Innocente, traduzione di Stefania Bertola, Arnoldo Mondadori, 2010, ISBN 978-88-04-60013-8.